# Tadeusz Koziołek
Tadeusz Koziołek (ur. 17 czerwca 1939 w Krasnosielcu, zm. 27 czerwca 2010 w Pile) – polski działacz partyjny i państwowy, w latach 1982–1987 wicewojewoda pilski.

## Życiorys
Syn Franciszka i Eugenii. Uczył się w Wieczorowym Uniwersytecie Marksizmu-Leninizmu. W 1965 wstąpił do Polskiej Zjednoczonej Partii Robotniczej. Od 1974 do 1975 był sekretarzem ds. rolnych w Komitecie Powiatowym PZPR w Złotowie. W latach 1975–1980 był kierownikiem Wydziału Rolnego i Gospodarki Żywnościowej Komitetu Wojewódzkiego PZPR w Pile. Od 28 stycznia 1982 do 1987 pełnił funkcję wicewojewody pilskiego. Od 1986 był członkiem egzekutywy KW PZPR w Pile, a od 1987 do 1990 sekretarzem ds. rolnych w nim.
Pochowany na cmentarzu komunalnym w Pile (7/D/4/3).